# Cerro Bonete
Cerro Bonete – szczyt na północy argentyńskiej prowincji La Rioja. Jest to piąty, pod względem wysokości, szczyt obu Ameryk po Aconcagui, Ojos del Salado, Monte Pissis i Huascarán).